# BTG4
BTG4 (англ. BTG anti-proliferation factor 4) – білок, який кодується однойменним геном, розташованим у людей на короткому плечі 11-ї хромосоми. Довжина поліпептидного ланцюга білка становить 223 амінокислот, а молекулярна маса — 25 970.
| 10         |  | 20         |  | 30         |  | 40         |  | 50         |
| ---------- |  | ---------- |  | ---------- |  | ---------- |  | ---------- |
| MRDEIATTVF |  | FVTRLVKKHD |  | KLSKQQIEDF |  | AEKLMTILFE |  | TYRSHWHSDC |
| PSKGQAFRCI |  | RINNNQNKDP |  | ILERACVESN |  | VDFSHLGLPK |  | EMTIWVDPFE |
| VCCRYGEKNH |  | PFTVASFKGR |  | WEEWELYQQI |  | SYAVSRASSD |  | VSSGTSCDEE |
| SCSKEPRVIP |  | KVSNPKSIYQ |  | VENLKQPFQS |  | WLQIPRKKNV |  | VDGRVGLLGN |
| TYHGSQKHPK |  | CYRPAMHRLD |  | RIL        |  |            |  |            |

A: Аланін

C: Цистеїн

D: Аспарагінова кислота

E: Глутамінова кислота

F: Фенілаланін

G: Гліцин

H: Гістидин

I: Ізолейцин

K: Лізин

L: Лейцин

M: Метіонін

N: Аспарагін

P: Пролін

Q: Глутамін

R: Аргінін

S: Серин

T: Треонін

V: Валін

W: Триптофан

Задіяний у такому біологічному процесі, як альтернативний сплайсинг. 